# Спичело (Пезаро и Урбино)
Спичело је насеље у Италији у округу Пезаро и Урбино, региону Марке.
Према процени из 2011. у насељу је живело 33 становника. Насеље се налази на надморској висини од 179 м.